# Glen Flora (Wisconsin)
Glen Flora è un comune degli Stati Uniti, situato in Wisconsin, nella Contea di Rusk.